# John ’Oke Afareha
John ’Oke Afareha (ur. 10 marca 1947 w Oleh) – nigeryjski duchowny rzymskokatolicki, w latach 2010-2022 biskup Warri.

## Życiorys
18 kwietnia 2022 roku Ojciec Święty Franciszek przyjął jego rezygnację z funkcji biskupa diecezjalnego diecezji Warri.